# Avenue du Président-Gaston-Doumergue
L'avenue du Président-Gaston-Doumergue (en occitan : avenguda del President Gaston Doumergue) est une voie de Toulouse, chef-lieu de la région Occitanie, dans le Midi de la France.

## Situation et accès

### Description
L'avenue du Président-Gaston-Doumergue est une voie publique. Elle traverse le quartier du même nom, dans le secteur 4 - Est.
La chaussée compte une voie dans chaque sens de circulation. L'avenue du Président-Gaston-Doumergue est définie comme une zone 30 et la vitesse y est limitée à 30 km/h. Il existe une bande cyclable de chaque côté.

### Voies rencontrées
L'avenue du Président-Gaston-Doumergue rencontre les voies suivantes, dans l'ordre des numéros croissants (« g » indique que la rue se situe à gauche, « d » à droite) :
1. Rue de la Côte-d'Or (g)
2. Route d'Agde (d)
3. Avenue Marcel-Doret (d)
4. Rue des Myosotis (g)
5. Rue des Primevères (d)
6. Avenue Joseph-Le Brix (g)
7. Rue des Capucines (d)
8. Place Rosine-Bet (d)
9. Rue des Anémones (d)
10. Rue des Tulipes (g)
11. Rue des Amarantes (d)
12. Rue des Nénuphars (d)
13. Chemin Michoun

### Transports
L'avenue du Président-Gaston-Doumergue est parcourue et desservie sur toute sa longueur par la ligne de bus 19. De plus, elle débouche au sud sur la place de la Roseraie, où se trouvent la station de métro du même nom, sur la ligne de métro , ainsi que le terminus de la ligne de bus 36.
Les stations de vélos en libre-service VélôToulouse les plus proches sont, au sud, la station no 178 (face 100 avenue Yves-Brunaud) et, au nord, la station no 185 (30 rue Roubichou).

## Odonymie

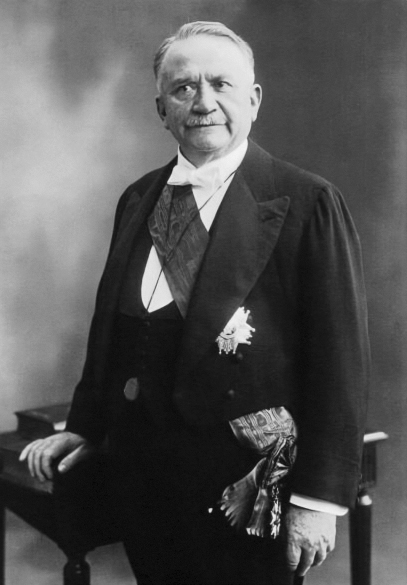
Portrait officiel de Gaston Doumergue en 1924 (agence de presse Meurisse, BnF).

L'avenue est nommée en hommage à Gaston Doumergue (1863-1937), président de la République de 1924 à 1931. Personnalité politique majeure de la Troisième République, protestant, franc-maçon et anticlérical, engagé auprès des radicaux, député du Gard, il fut également plusieurs fois ministre entre 1906 et 1917 et enfin sénateur entre 1923 et 1924 avant d'accéder à la présidence de la République. En 1931, il se retira à Tournefeuille, où son épouse, Jeanne Gaussal, avait une maison. Il participa à la vie toulousaine et fut élu mainteneur de l'académie des Jeux floraux.

## Patrimoine et lieux d'intérêt

### Lotissement de la S.I.T.E.E.V.
Le lotissement est créé le 1er décembre 1930 par la Société immobilière toulousaine pour l'extension et l'embellissement de la ville (S.I.T.E.E.V.), constituée pour l'aménagement des nouveaux quartiers de la Roseraie et de Jolimont. Il est délimité par la rue de Caumont et le chemin des Argoulets à l'est, l'avenue de Lavaur au sud, l'avenue Joseph-Le Brix et le chemin Michoun à l'ouest, l'avenue de la Roseraie, la rue Théodore-Lenotre et la route d'Agde au nord.
- no  9 : maison (vers 1932)[2].

- no  10 : maison. 
La maison, construite vers 1932, est représentative du style néo-basque, particulièrement populaire dans les faubourgs toulousains de l'entre-deux-guerres. La maison s'élève en cœur de parcelle, en retrait par rapport à l'avenue du Président-Gaston-Doumergue. Elle présente une façade à pignon qui s'élève sur deux niveaux[3].

- no  15 : maison (vers 1932)[4].
- no  25 : maison (vers 1932)[5].

### Maisons
- no  30 : maison (deuxième moitié du XXe siècle)[6].
- no  35 : villa Melzak (1961, Fabien Castaing)[7].